# Druhé nevolnictví
Během 15. a 16. století bylo možné sledovat ve střední Evropě ústup nevolnictví, který byl ale přerušen třicetiletou válkou. Demografická krize naopak vedla k nové vlně nevolnictví, tentokrát v podmínkách centralizované, absolutistické monarchie a počínajícího kapitalismu.
Poddaní se dělili na dvě skupiny, na osedlé, kteří byli součást obce a mohli se podílet na samosprávě vsi, a na neosedlé, kteří se na samosprávě nepodíleli. Osedlí se odlišovali hlavně tím, že měli k dispozici potah (tj. dva koně, či dva voly) a kvůli tomu byli důležitější pro vrchnost, u které vykonávali tzv. potažní robotu. To znamená, že na rozdíl od neosedlých nemuseli přímo vykonávat práci pro vrchnost – stačilo, když jí místo jednoho pracovního dne zapůjčili na den potah.
"Ať osedlí nebo neosedlí, odpradávna byli povinni vrchnosti robotní prací. Vyplývá to ze starobylého vztahu manství čili poddanství nebo také člověčenství. Dlužno podotknout, že obě strany tenkrát chápaly vztah jako samozřejmý, spravedlivý a jednou provždy daný. Za dědičný pronájem půdy byl poddaný smlouvou člověčenství připoután ke svému lennímu pánovi dvojím svazkem. Jednak poutem osobním, totiž slibem věrnosti, poslušnosti a úcty, současně však i břemenem věcným – povinností platu (ročního úroku v průměrné výši asi pěti zlatých z lánu) a služeb, robot na prvním místě. V tehdejším právním pojetí zůstal grunt i nadále majetkem pána. A vzhledem k tomu, že smlouva platila dědičně, bylo dědičným i poddanství. Děti poddaných se rodily jako poddaní a automaticky svému pánu zavázány člověčenstvím." [zdroj?]
Během prvního nevolnictví (to znamená před bitvou na Bílé Hoře) spadalo na poddané 12 až 20 dnů roboty ročně, avšak během nevolnictví druhého to byly tři dny v týdnu, tedy 150 dní ročně. Tento značný nárůst se dá vysvětlit tím, že v 17. století se, za účelem většího výdělku, rozšiřovaly velkostatky, ale pracovní sily po třicetileté válce ubylo, tudíž páni zvyšovali povinné robotní dny. Taky na povinných robotních dnech přidala inflace, které si tenkrát nikdo nebyl vědom. Následující se zhoršující neutěšené postavení poddaných vedlo k častým selským povstáním.

## Povinnosti a práva
Jako robotní povinnosti se vykonávaly polní práce, práce na statku a domácí povinnosti. Na poli to byla zejména orba, vláčení, výsev, okopávání a sklizeň včetně česání chmele či ovoce, sběru hub a vybíraní kamenů, na statku údržba a renovace statku, kydání, oprava rybníků, nahánění zvěře nebo přeprava nákladů (místní nebo dálková). Mezi domácí povinnosti patřilo krmení dobytka, předení a bělení plátna.
Přesné časové rozvrhy jsou dochovány až od roku 1738 a jistě se významně měnily, ale někdy byla robota na venkově omezena jen svítáním a soumrakem, tudíž v létě 16 hodin práce, v zimě 8 hodin. Nová přistěhovalá prohabsburská šlechta, často po třicetileté válce, neměla žádný ohled na české sedláky a šlo jí jenom o finanční výdělek. Takové poměry vládly i v jiných zemích, např. na Ukrajině, kde panstvo bylo polské resp. ruské a poddanými Ukrajinci.
Zpráva saského diplomata o českých sedlácích: "Čeští sedláci žijí životem nadmíru bídným. Jejich pán je pánem jejich majetku, jejich těla, jejich života. Tito chudáci zhusta nemají ani na chléb, v evropské zemi, která oplývá potravinami jako málokterá. Bez pánova souhlasu by se neodvážili jít sloužit do jiné vsi nebo naučit se řemeslu. Takové poddanství způsobuje, že se ti chudáci pořád jen třesou a krčí, takže s nimi nelze promluvit, aby vám nejprve nepolíbili šos kabátu."
Přesto existovalo i několik výhod pro poddané. 90 dní v roce zabraly oficiální svátky a neděle, během kterých nesměli pracovat ani na svém. Povinnost roboty ležela na gruntu (hospodářství), nikoliv na lidech, a tak hospodáři posílali na robotu velmi často své čeledíny. Řada lidí byli tzv. osvobození, kteří za své služby nemuseli robotu vykonávat – např. rychtáři (za to, že vykonávali úřednickou činnost), nebo Chodové za své strážní služby. Také bohatší poddaní mohli namísto výkonu roboty odevzdávat dohodnutou peněžní náhradu. Když bylo potřeba zvýšit několikrát efektivitu, hlavně při žních, byl každý placen průměrnou sazbou 7 krejcarů na den, což bylo pro poddané výhodné. Avšak největší výhodou pro poddané, která často není patrná, byla velmi nízká efektivita práce: např. odvoz 24 beček soli do Prahy na vzdálenost 60 km zabral 24 robotních dnů, odvoz 100 fošen na vzdálenost 4 kilometry zabral 4 dny a osm dnů trvalo nevolníkovi zorat hektar půdy. Ve srovnání s výkonností poddaných při jejich vlastních pracích byla účinnost pouze desetiprocentní. Také čeleď vrchnosti, tvořená převážně syny a dcerami poddaných, měla právo na stravu, na obnošené šatstvo, ubytování v čeledníku a malý roční plat, v průměru 5 zlatých. Jeden poddaný měl roční spotřebu 5–8 zlatých a jeden šlechtic či duchovní spotřeboval 500–1000 zlatých na rok.
Správu hospodářství řídila vrchnost pomocí svých zaměstnanců. Nejvyšším postem byl tzv. vrchní hejtman (320 zlatých ročně), který měl zpravidla k ruce úředníky a písaře. Purkrabí (190 zlatých ročně) se staral o sídlo vrchnosti, finance měl na starost důchodní (166 zl.) a rostlinnou výrobu obroční (122 zl.).
Každý poddaný musel platit kontribuční daň státu resp. vládci, úrok vrchnosti a desátky církvi a několik menších daní. Pouze 1/3 odpracované práce si sedlák vydělával na sebe a rodinu.